# Coleen Gray

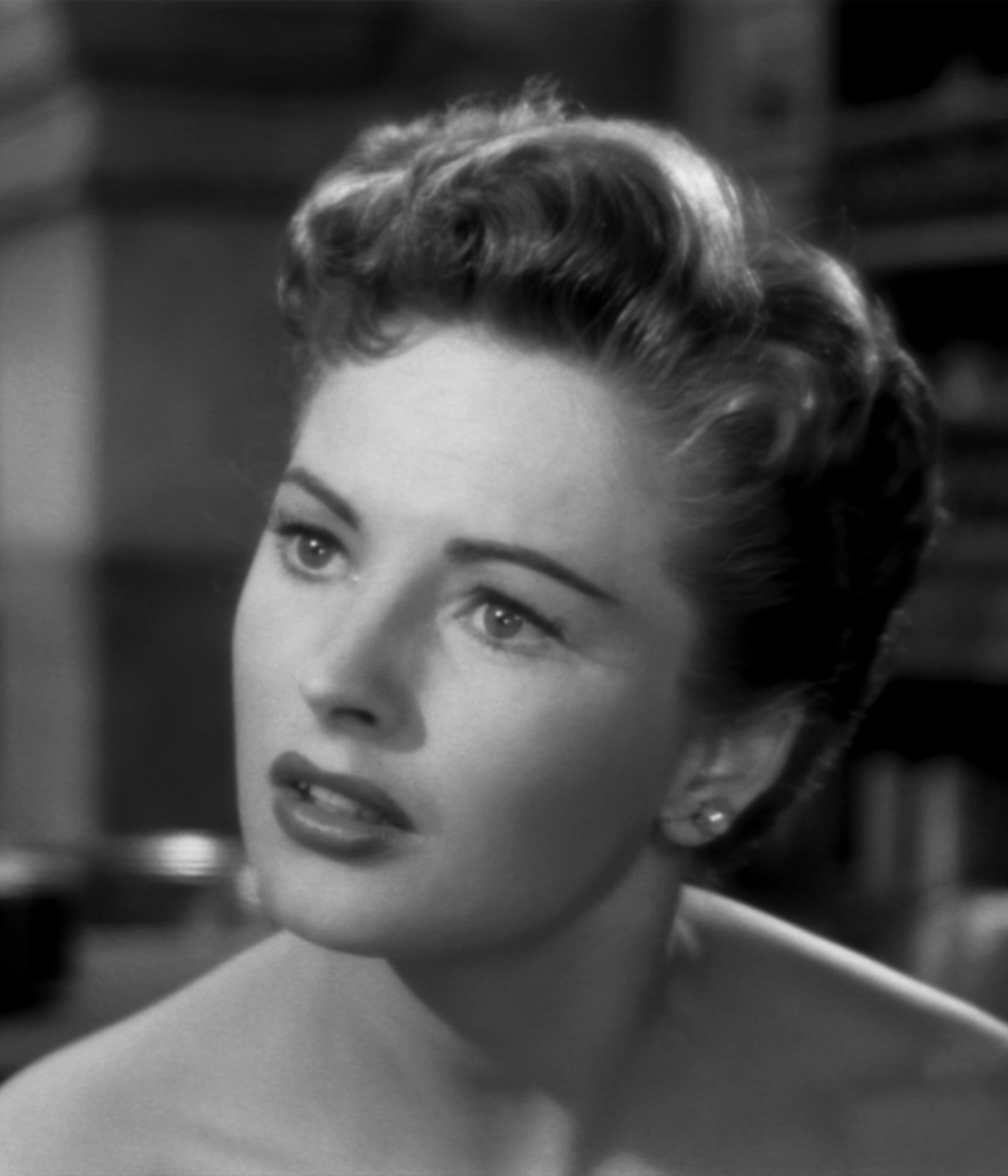
Coleen Gray i 4 maskerade män (1952).

Coleen Gray, ursprungligen Doris Bernice Jensen, född 23 oktober 1922 i Staplehurst i Nebraska, död 3 augusti 2015 i Bel Air i Los Angeles, var en amerikansk filmskådespelare. 
Gray, vars föräldrar kom från Danmark, blev mest känd för sina roller i ett antal noirfilmer, bland andra Angivaren (Kiss of Death) av regissören Henry Hathaway, Mardrömsgränden (Nightmare Alley) från 1947, där hon spelade mot Tyrone Power, och Stanley Kubricks Spelet är förlorat (The Killing) från 1956 mot Sterling Hayden. 
Coleen Gray fick 1944 ett sjuårigt kontrakt med filmbolaget 20th Century Fox och senare med United Artists och hade under dessa år framträdande roller i ett trettiotal filmer, bland andra Red River 1948 mot John Wayne, När New York sover (The Sleeping City), 1950 mot Richard Conte och 4 maskerade män (Kansas City Confidential) 1952. 
Under 1960- och 70-talen gjorde hon en mängd gästroller i TV-serier som Bröderna Cartwright, Perry Mason, Brottsplats: San Francisco, Rawhide med flera.

## Filmografi i urval
- 1947 – Angivaren
- 1947 – Mardrömsgränden
- 1948 – Red River
- 1950 – Broadway Bill
- 1950 – När New York sover
- 1952 – 4 maskerade män
- 1956 – Spelet är förlorat
- 1956 – En djävulsk plan
- 1957 – Vampyren
- 1960 – The Leech Woman
- 1961 – The Phantom Planet
- 1967–1968 – Våra bästa år (TV-serie)